# Погонич парагвайський
Погонич венесуельський (Laterallus xenopterus) — вид журавлеподібних птахів родини пастушкових (Rallidae). Мешкає в Південній Америці.

## Опис
Довжина птаха становить 14 см. Голова і шия рудувато-коричневі, спина тьмно-коричнева. Крила і хвіст чорнуваті. Покривні пера крил смугасті, чорно-білі. Верхня частина грудей жовтувато-оранжева, груди світліші. Решта нижньої частини тіла біла, на животі чорні смуги. Гузка переважно чорна. Дзьоб чорнуватий з бірюзовими краями, лапи сіро-коричневі.

## Поширення і екологія
Парагвайські погоничі мешкають на сході Парагваю, на південному сході Бразилії та в Болівії (Бені). Вони живуть на болотах Пантаналу та на заплавних луках в регіоні серрадо, на висоті до 1000 м над рівнем моря. Віддають перевагу місцевостям з густою травою, висотою від 0,3 до 2 м і зі стоячою водою глибиною 0,5-2 см. Такі луки часто зустрічаються в горбистій місцевості, прилеглій до галерейного лісу, в Болівії птахи також зустрічалися в заплавних саванах і в заростях Cyperus giganteus на берегах озера.

## Збереження
МСОП класифікує цей вид як вразливий. За оцінками дослідників, популяція парагвайських погоничів становить від 3500 до 15000 птахів. Їм загрожує знищення природного середовища.